# Die Gesseler Spreeken
Das Landschaftsschutzgebiet Die Gesseler Spreeken liegt auf dem Gebiet der Stadt Syke im niedersächsischen Landkreis Diepholz.
Das 30 ha große Waldgebiet, das im Jahr 1964 unter Schutz gestellt wurde, erstreckt sich im Syker Stadtteil Gessel zu beiden Seiten der Straße „Am Spreeken“ (= Kreisstraße K 122).